# 萨沙·斯塔罗维奇
萨沙·斯塔罗维奇（1988年10月19日—），塞尔维亚男子排球运动员。他曾代表塞尔维亚参加2008年和2012年夏季奥林匹克运动会排球比赛，最好名次为2008年奥运会的第五名。